# Dornberk
Dornberk este o localitate din comuna Nova Gorica, Slovenia, cu o populație de 795 de locuitori.